# Михаило Обреновић
Михаило Милошевић Обреновић III (4/16. септембар 1823 — 29. мај/10. јун 1868) био је кнез Србије од 1839. до 1842. и од 1860. до 1868. године. Његова прва владавина се завршила збацивањем 1842, а друга атентатом.
Михаило је био седмо дете и трећи син кнеза Милоша и Љубице Обреновић, и најмлађи син који је преживео детињство. По очевој абдикацији, коју је Михаило потписао и печатирао у његово име, пошто му је отац био неписмен, пошао је са њим у изгнанство, али убрзо је по смрти свог старијег брата Милана, ступио на престо Србије. Пошто је био малолетан, неко време је уместо њега владало намесништво који су чинили његов стриц Јеврем Обреновић, Тома Вучић Перишић и Аврам Петронијевић. Збачен је у буни коју је водио Тома Вучић Перишић. После збацивања је путовао Европом и оженио се грофицом Јулијом Хуњади.
Након што је на Светоандрејској скупштини збачен кнез Александар Карађорђевић, Михаило се вратио у Србију. По очевој смрти 1860. године по други пут je постао кнез Србије. Овога пута је имао више искуства у дипломатији и управљању државом. Један од великих успеха кнеза Михаила било је уклањање османлијских тврђава, посада и флоте из Србије. Кнез Михаило је први имао идеју за стварање Балканског савеза, али због неповерења према Црној Гори и Бугарској, до тог савеза није још дошло.
У унутрашњој политици кнез Михаило је владао аутократски. Убијен је 1868. године као жртва атентата на Кошутњаку. Пошто није оставио брачног наследника, а ни познати тестамент, привремено намесништво на челу са Јованом Мариновићем је сазвало Велику народну скупштину како би се изабрао нови кнез. Међутим, избор кнеза је пресрео министар војске Миливоје Петровић Блазнавац, који је за новог кнеза прогласио Михаиловог синовца Милана, који је био унук Милошевог брата Јеврема и једини преостали брачни потомак династије по мушкој линији. За време прве владавине је вратио престоницу из Крагујевца у Београд.

## Биографија

### Детињство
Михаило Обреновић је био најмлађе дете књаза Милоша и кнегиње Љубице. Родио се 4. септембра 1823. у Шареном конаку у Крагујевцу. Детињство је провео у Крагујевцу, па затим Пожаревцу и Београду. Осим Михаила, Милош и Љубица су имали још Милана, Тодора, Марију, Габријелу, Савку (Јелисавету) и Петрију. Године 1826. након што су Петар, Марија и Велика умрли од великих богиња, књаз Милош је наложио дворском лекару Виту Ромити да вакцинише трогодишњег Михаила против ове болести. Ово је први забележени случај вакцинације у Србији.
Петрија је била удата за барона Теодора пл. Хаџи-Бајића од Варадије. Друга кћи, Савка, била је удата за барона Јована пл. Николића од Рудне у Темишвару.`
Михаило је завршио школовање у Пожаревцу, да би се затим са својом мајком преселио у Беч. Његов старији брат, Милан I Обреновић, добио је престо по праву наследства 1. јуна 1839. Међутим, био је слабог здравственог стања и често је побољевао. Владао је свега месец дана и умро 8. јула 1839. у Београду. Након његове смрти у Београду су се скупили народне старешине и одлучиле да се на престо доведе други Милошев син, Михаило Обреновић.

### Прва владавина
Кнез се током 8 месеци владавине Првог намесништва налазио на очевом имању у Букурешту. Посланство у коме се налазила и његова мајка Љубица позвало га је да се врати у Србију. Пре доласка у Београд, Михаило је посетио Цариград где га је султан Абдулмеџид дочекао са великим почастима. У Србију је стигао почетком марта 1840. године. Његова владавина представља наставак борби обреновићевца и уставобранитеља за власт. По кнежевом доласку у Србију, сазвана је марта 1840. године Скупштина у Београду (на Топчидеру) где је прочитан султанов берат. Већ ту се видео колико су уставобранитељи били утицајни на Порти. Наиме, успели су да издејствују да Михаило буде проглашен за изборног, али не и за наследног (како је предвиђено хатишерифима из 1830. и 1833. године и Турским уставом) кнеза. Посебним султановим актом, малолетном Михаилу (имао је тада 17 година) одређени су за саветнике Вучић и Петронијевић.
У таквој ситуацији, истакнути обреновићевци покренули су народни покрет који је показао да Обреновићи и даље имају много присталица у земљи. Организатори су били кнегиња Љубица и начелник ужичког округа, Јован Мићић, а радио је и господар Јеврем. Јеврем је маја 1840. године одржао састанак са групом сељака, након чега је дошло до општег покрета против уставобранитеља, најпре у колубарском срезу, а затим и у осталим крајевима Шумадије, околини Смедерева и чачанском и подринском округу. Сељаци су масовно долазили у Топчидер да изјаве подршку младом кнезу. Под притиском народа, Петронијевић и Вучић дали су оставке на положаје саветника, а уставобранитељски прваци беже у Београдску тврђаву и стављају се под пашину заштиту. Сељаци траже да се престоница врати у Крагујевац што је и учињено 27. маја 1840. године.
Уставобранитељи су 7. маја 1841. године успели да издејствују да се престоница врати у Београд.
Током Михаилове прве владавине одржане су две скупштине: прва марта 1840. године, а друга на Светог Илију, 2. августа 1840. године. Повод је био долазак Портиног емисара Муса-ефендије у Србију (јул) да рашчисти новонасталу сложену ситуацију. На Скупштини на Светог Илију у Београду поново је прочитан царски берат, а народни покрети су осуђени. Народни депутати захтевали су протеривање уставобранитељских првака. Због тога је Муса-ефендија повео Вучића, Петронијевића и Милутина Гарашанина у Цариград, а остале мање важне прваке у Видин. Стојан Симић је побегао у Аустрију. Љубица и Мићић покушали су да врате Милоша на власт, те је августа 1840. године дошло до побуне Петра Илића Пекете. Побуњеници су похватани и осуђени. Одласком уставобранитеља из земље завршен је први период Михаилове владавине.
Још на пролеће 1840. године кнез је саставио владу Ђорђа Протића (1840—1842), раније жестоког Милошевог непријатеља, али и обреновићевца. Значајну улогу у влади играо је Цветко Рајовић, министар унутрашњих послова. Михаило протерује уставобранитеље, али и Милошеве присталице. Истовремено спроводи мере којима би унапредио тада веома заосталу земљу. Поново је подигао порез на 6 талира, увео новчану казну за бесправну сечу државних шума, уредба о издржавању школа на рачун општина и уредба којом је износ зајма из државне касе повећан са 50 на 300 дуката (онемогућила сељацима да користе зајмове). Смањио је вредност дуката са 24 на 23 гроша и повећао таксу за верске услуге (верници су морали подићи кућу своме пароху и обезбедити му 8 јутара земље). Све ове одлуке утицале су на велико незадовољство широких народних маса Михаиловом владавином и пресудно су утицале на његов пад. Мере су добродошле уставобранитељима за напад на режим. Михаилова влада (за разлику од Милоша који се суздржавао према револуционарним покретима) је период буђења националне политике. Кнез је био спреман да помогне покрет против Турака јужно од тадашње Србије (у историографији позната као Нишка буна). Завереници су прелазили у Србију, из ње набављали барут, а после слома су многи избегли на просторе Кнежевине. Турци су због тога још више стали на страну уставобранитеља.
Ненаклоњена Михаиловом режиму, Порта је допустила уставобранитељским првацима да се врате у Србију, на шта су је притискале руска и аустријска влада. Допуштен је повратак свима сем Перишићу, Стојану Симићу и Милутину Гарашанину (кнез их је сматрао најопаснијим противницима). Током лета се остатак уставобранитеља враћа у Србију и притискају кнеза да врати и преосталу тројицу, који у Србију долазе у пролеће 1842. године. Средином 1841. године откривена је још једна завера (Гаје Вукомановића, брата Љубице) да се Милош врати на престо. Порта је на лето 1842. године послала Шекиб-ефендију у Београд да тражи демисију тројице министара. Кнез је то одбио, а у народу је истовремено избила буна позната као „Вучићева“.
Уставобранитељи су жалбе против кнеза и владе изнели у 8 тачака. Оне су, већином, биле у корист широких маса, те је покрет имао велику бројност. Петронијевић и још неки уставобранитељи склонили су се код турског паше, док је главни задатак имао Вучић; да стигне у Крагујевац пре кнеза и прихвати топове и регуларну војску коју су предводили официри привржени уставобранитељима. Перишић је августа из Смедерева кренуо ка Крагујевцу. Тамо му се предала регуларна војска са топовима. Михаилова регуларна војска сукобила се са Перишићевом 4. септембра код Крагујевца. Артиљеријом, Перишићева војска присилила је Михаилову на повлачење код Жабара где су му стигла појачања. Када се Перишић појавио са својим присталицама, командант Михаилове војске, Милутин Петровић Ера, прешао је на супротну страну. Михаило је побегао у Београд где је тражио заштиту од руског конзула који му је није могао дати. Зато је пребегао у Земун. Перишићева војска победоносно је стигла у Београд где је основано „Привремено правление“ од уставобранитељских првака Перишића и Петронијевића. Порта (Шекиб-ефендија) је прихватила нову владу. Перишић је сазвао Скупштину (састављена од уставобранитељских присталица) која је изабрала за новог кнеза Александра Карађорђевића. Тома Вучић Перишић био је на врху своје политичке каријере.
Реакција страних конзула београдском паши првобитно је била негативна, али су касније променили држање. Француска и енглеска дипломатија стајала је уз Порту, док су аустријска и руска биле променљиве. Најважнији је био став Порте која је без резерве стала уз уставобранитеље и новембра послала берат којим је Александар потврђен за кнеза. Томе се енергично успротивила Русија. Сам цар Никола упутио је октобра протестно писмо султану којим је осудио преврат. Руска влада тражила је да се поништи Александров избор за кнеза и сазове нова скупштина. Александар је морао поднети оставку. Извршен је нов избор; Скупштина је поново одабрала Александра за кнеза. Руска влада прихватила је тај чин, али је влада приморана да Вучића и Петронијевића прогна из земље. Ни после тога, Русија није показивала пријатељско расположење према новом поретку.

### Михаило Обреновић у изгнанству
Након буне Томе-Вучића Перишића, кнез Михаило се повукао из земље заједно са још хиљаду својих присталица преко Саве и Дунава. О његовој судбини одлучили су Аустрија и Турска. Кнез Михаило је упућен заједно са својом мајком и онима који су кренули за њим у Банат, на имање своје сестре Савке Николић, док је кнегиња Љубица послата у Нови Сад, где су пошли њени девери Јеврем и Јован.
Ту је и умрла 14. маја 1843. Кнез Михаило је све организовао око сахране своје мајке у фрушкогорском манастиру Крушедолу.
Кнез Михаило је брижљиво чекао када ће се поново вратити у Србију. Упутио је писмо Вучићу и Книћанину 2. јула 1853, у коме их обавештава да неће насилно опет кренути на Србију јер не жели да гази преко српских лешева.
Након Баната, кнез Михаило је отишао у Беч са својим оцем, и свим онима који су га познавали. Ту је располагао великим очевим имањем. Путовао је по Европи, не као беспослен човек, већ у потрази за својом животном сапутницом.
У то време је написао текст песме Што се боре мисли моје, која је била посвећена његовој првој несрећној љубави. У питању је била принцеза Марија Јозефа од Лихтенштајна (1835-1905), ћерка принца Карла Франца од Лихтенштајна (1790-1865) и његове жене, грофице Франциске од Вирбена и Фројдентала (1799-1863). Михаило је на све начине покушавао да одобровољи њеног оца да да свој пристанак, али је он сматрао брак католичке принцезе беспрекорног племенитог порекла и свргнутог православног вазалног кнеза који потиче од свињског трговца немогућим. Увређен и разочаран, прекинуо је сваки контакт са том фамилијом.
Он се 1853. године оженио у Бечу грофицом Јулијом Хуњади де Кетељи (1831—1919), ћерком мађарског грофа Ференца Хуњадија (1804–1882) и његове жене, грофице Јулије Зичи де Зич ет Васонке (1808–1873), из породице Хуњади де Кетељи, која нема документовано и признато сродство са Јаношем Хуњадијем - Сибињанин Јанком, чији је син Матија Корвин био мађарски краљ. У Бечу је научио савршено да говори француски и немачки језик.

### Друга владавина кнеза Михаила Обреновића
Династија Обреновића се поново вратила на власт у Србији после Светоандрејске скупштине крајем 1858. године. То је била друга владавина кнеза Милоша. Кнез Михаило је дошао по други пут на престо после смрти свога оца, кнеза Милоша, 14/26. септембра 1860. године.
За разлику од прве владавине, кнез Михаило се вратио као образован и зрео државник. За разлику од кнеза Александра, кнез Михаило није дозволио да утицај Државног савета превлада. Ступивши на престо Србије по други пут у зрелом добу, кнез Михаило је покушао да влада сам, ослањајући се искусне и утицајне политичаре из протеклог режима. Кнез је делио убеђење бивших чланова Државног савета да би народом требало да влада јака и образована влада. На почетку његове друге владавине учињене су значајне промене у политици Србије. Због мешања Порте у унутрашња питање Србије и њеног одбијања да призна Михаила за кнеза Србије упркос Закону о наслеђивању, кнез Михаило је специјалним законима укинуо „Турски устав“. На Преображенској скупштини 1861. усвојен је Закон о Државном савету којим је одређено да су чланови Државног савета одговорни кнезу, а не порти. Усвојен је Закон о Народној скупштини која је и даље остала само саветодавно тело, затим закони о порезима и Закон о народној војсци, којим је уведена војна служба за мушкарце од 20 до 50 година и који су обучавани у својим местима. Законом о народној војсци Србија је могла да мобилише војску од око 90.000 војника, али је она још увек била лоше обучена и опремљена. Законом о државној управи из 1862. установљен је министарски савет као влада Србије. Кнез је поставио Илију Гарашанина за председника министарског савета, и чврсто је контролисао чиновништво од ког је очекивао беспоговорну послушност. Апсолутизам кнеза Михаила се, осим у политици, испољавао и у његовом односу према просветним и правосудним установама, као и према омладинском покрету који је у то време попримио значајне размере. Тако је 1864. наредио да се укине Друштво српске словесности. Током Михаилове друге владавине повучена је јасна разлика између бивших уставобранитеља, који су сада називани конзервативцима, и либерала, углавном младих и образованих људи. Опозициони либерали су често подлегали репресивним полицијским акцијама и често су из иностранства нападали кнеза Михаила.
Кнез Михаило је развио свој велики рад на пољу унутрашње и спољашње политике, с девизом: „Закон је највиша воља у Србији“. Од самог почетка своје друге владавине, кнез Михаило је водио активну политику према Османском царству. Искористио је инцидент на Чукур чесми од 3. јуна 1862. када је турски војник ранио српског дечака и потоње турско бомбардовање Београда да захтева потпуно турско повлачење. За време тих догађаја кнез Михаило је био на путовању у Лозницу и припремао је рат са Турском за ослобођење српских градова. У Београду је 23. јула 1862. на министарској седници позвао све Србе да се одупру Турским претензијама. Тада је на сцену дошла мудра Михаилова спољна политика. Прво је на енглески двор послао Филипа Христића, да се код Енглеза протестује због турских претензија и да се дипломатским путем избори независност Србије.
Већ 23. септембра 1862. кнез Михаило је јавио народу да је успео добити да се Турци иселе из Србије, осим градова Београда, Шапца, Смедерева и Кладова, у којима ће остати само турске војне посаде, а да се градови Ужице и Соко поруше.
На празник Духови, 23. маја 1865, кнез Михаило је свим борцима из Милошевог устанка, који су доживели прославу педесетогодишњице обновљене слободе, подарио споменицу која је била саливена од првога топа кнеза Милоша и називала се Таковски крст. Централна прослава 50 година устанка била је на Топчидеру.
Са бугарским емигрантима у Букурешту 14. јануара 1867. закључио је Букурештански уговор о заједничкој држави Срба и Бугара.
После Милошеве смрти, његов син Михаило је радо посећивао родни град. У непосредној близини Шареног конака саградио је за оно доба велику и масивну зграду која се по њему назва Михаилов конак.

#### Примопредаја градова Србији
У јесен 1866. године кнез Михаило је захтевао писмено да Порта повуче своје посаде које држи у српским градовима. Велики турски везир Али паша је јавио 19. фебруара 1867. да султан уступа Србији све градове у којима се налази турска посада, али да се у истим градовима поред српске развије и турска застава.
Кнез Михаило добио је писмо од султана да дође и прими ферман, којим се препуштају Србији поменути градови. Кнез је отишао бродом у Цариград 18. марта 1867. Прво је свратио код румунског кнеза у Букурешту, а затим продужио за Цариград. По доласку у Цариград га је дочекао Ћамил беј, поздравио га добродошлицом и одвео до султана. Дана 30. марта 1867. кнез Михаило је имао опроштајну аудијенцију код султана Абдул Азиза. При растанку султан је предао кнезу Михаилу својеручно ферман, којим му је поверио градове у Србији.
Кнез Михаило вратио се 4. априла исте године у Београд где га је поздравио одушевљени народ. Са њим је дошао и Али Риза паша, заповедник београдског града, који га је пратио у Цариград. Увече су Београђани у част кнеза Михаила приредили бакљаду какву Београд није дотад видео.
Дана 6. априла 1867. на Калемегдану је прочитан султански ферман од 29. марта и Али Риза паша, последњи београдски мухафис, предао је кнезу Михаилу кључеве Београда, а затим се на београдским тврђавама истакла српска и турска застава. Затим је кнез на коњу свечано ушао у град, а за њим и једна стрељачка чета која је сменила турске страже. Исте вечери кнез Михаило је у згради Београдске општине организовао велики бал. За потребе овог бала Анка Константиновић је наручила у Бечу камелије и њима је закитила све даме на балу. После преузимања Београда, наредних дана су преузети и остали градови. Тако је 10. априла пешадијски капетан Лазар Цукић примио Шабац, 12. априла пешадијски мајор Љубомир Узун-Мирковић Смедерево и 14. априла артиљеријски капетан Милутин Јовановић Кладово.  Турска застава на Београдској тврђави и годишњи порез који је Србија плаћала Османском царству били су једини знаци да је Србија номинално поданик Османског царства.
У спољној политици, кнез Михаило је закључио уговоре са Грчком, Црном Гором и Румунијом за заједничку акцију на Балкану. Кнез Михаило је први схватио задатак Србије, означивши је Југословенским Пијемонтом. Против Михаиловог апсолутизма највише се борила српска омладина кроз организацију Уједињене омладине српске, која је организована у Новом Саду. Исто ово удружење је покренуло часопис „Велика Србадија“.
Кнез Михаило је владао осам година као просвећени апсолутиста, унапредивши Србију, уз промену само три владе, које су предводили Филип Христић, Никола Христић и Илија Гарашанин (шест година, 1861—1867).
Године 1868. иницирао је оснивање Народног позоришта у Београду. Годину дана након његове погибије у Србији је пуштен у оптицају 1869. године бакарни новац са његовим ликом који представља први српски новац после средњовековних кованица.
Окумио се са породицом црногорског кнеза Николе I Петровића тако што је био кум на крштењу његовог првог детета, кнегиње Зорке 1864. године, заступао га је државни саветник Ђорђе Ђоша Миловановић.

#### Наводи о усвајању Петра Карађорђевића
У аустријским и немачким новинама се 1864. појавио податак да, због тога што после вишегодишњег брака са кнегињом Јулијом нема наследника, кнез Михаило жели да усвоји Петра Карађорђевића, у то време двадесетогодишњег сина кнеза Александра Карађорђевића, и да га постави за престолонаследника. Међу првим објавама те намере је била вест из Tagespost-а од 24. (12) јуна 1864, у којој је наведено да је Михаило 20. (8) јуна изразио намеру да изведе то усвајање. По тој вести, осим Русије ниједна велика европска сила није имала ништа против тога, али да би уз посредовање Прусије то противљење могло да се премости.
Четири дана касније је Linzer Abendbote пренео сличну вест из Келнских новина, уз наводе да, поред тога што би кнез Михаило решио питање наслеђа, тиме би била и решена завада између Обреновића и Карађорђевића, и тиме би се практично спојили. Према тим вестима, Русија је била једина европска велика сила која се противила усвајању Петра Карађорђевића, и уместо тога је предлагала да Михаило усвоји тада 23-годишњег кнеза Црне Горе Николу I Петровића Његоша. Петар Карађорђевић је у то време похађао Сен Сир у Паризу.
Нешто касније је 6. јула (24. јуна) 1864. године Die Presse објавила вест из Беча да је кнез Михаило пре пар дана послао Димитрија Црнобарца, који је између осталих послова једно време био министар правде код кнеза Александра Карађорђевића, у дипломатску мисију у Париз на састанак са царом Наполеоном III. Према тим новинама, главни задатак Црнобарца је био да обезбеди Наполеонову подршку у случају немира у Босни, а друга је била да сазна мишљење Француске о усвајању Петра Карађорђевића, и да види какве су могућности за спајање Обреновића и Карађорђевића. У Gemeinde-Zeitung-у је 19. (7) јула 1684. јављено да су све велике силе осим Француске сложиле да се усвајање обави. Цар Наполеон III је навео да то питање треба да се уз друга европска питања реши на неком конгресу.
До овог усвајања напослетку није дошло, а кнез Михаило је на крају усвојио Милана Обреновића, сина свог брата од стрица Милоша.

### Убиство кнеза Михаила Обреновића на Кошутњаку
Док је кнез Михаило Обреновић заводио апсолутизам у земљи, против њега је склопљена завера са циљем да се он убије. Главни организатори и извршиоци завере су били браћа Радовановићи, који су се светили због робије свога брата Љубомира Радовановића. Коста Радовановић, главни извршилац убиства је био имућан и угледан трговац. Његов брат Павле Радовановић је био с њим за време атентата, а трећи од браће је био Ђорђе Радовановић. Непосредни помагачи у убиству су били Лазар Марић, бивши председник београдског окружног суда и Станоје Рогић, бивши трговац.
У среду, 29. маја 1868. око 5 часова поподне кнез Михаило је кренуо кочијама да се превезе до Кошутњака. Са њим је ишао његов ађутант Светозар Гарашанин, син Илије Гарашанина, а у кочијама су до кнеза седеле Томанија Обреновић, његова стрина, Анка Константиновић, његова сестра од стрица и Катарина, Анкина ћерка са којом је кнез желео да се ожени.
У парку на Кошутњаку појавили су се Павле и Коста Радовановић у свечаним црним оделима, цилиндрима на главама и упереним пиштољима у правцу кнежеве кочије. Први је пред кочију излетео Коста. Њега је кнез Михаило Обреновић препознао због спора око његовог брата Љубомира. Последње речи кнеза које је сам признао Коста на суђењу су биле: „Дакле, истина је“. Кнез их је говорио на француском језику јер су даме до њега знале француски.
Катарина је покушала да се наслони на кнеза и да не да Радовановићу да пуца. На суђењу је Коста изјавио да није желео убити никог другог већ само кнеза. Лакеј који је возио кочију је преклињао браћу да не чине лудост. Први је почео пуцати Коста, придружио му се Павле. Кнез Михаило је убијен са три хица, а такође је страдала и Анка Константиновић која је својим телом покушала да заштити кнеза за време пуцњаве, док је Светозар Гарашанин рањен пао са коња и онесвестио се. Катарина је лакше рањена и дозивала је помоћ на француском и придржавала мртвог кнеза.
Браћа су почела да беже низ Кошутњак према Топчидеру где су их чекали остали завереници.
Ту их је спазила и једна војна патрола и ухапсила их. Неки су били и рањени приликом бекства.

## Постхумно

### Избор кнеза и два намесништва
Пошто син кнеза Михаила Велимир није могао да наследи престо јер је био ванбрачан, по важећем Уставу Србије се за избор кнеза морала сазвати Велика народна скупштина, јер Михаило није имао брачне синове, а није ни одредио наследника. Од мушких брачних чланова Обреновића који потичу од кнеза Милоша није преостао нико, његов млађи брат Јован је имао две ћерке, па је једини преостао само кнежев усвојени син Милан, који се у тренутку атентата имао 14 година, и који се налазио у Паризу где је похађао школу. Милан је био унук Јеврема Обреновића и једини син Јевремовог сина Милоша, а кнез Михаило га је усвојио нешто након што је Француска била против тога да ван неког европског конгреса дозволи усвојање Петра Карађорђевића. Упркос томе, Велика народна скупштина законски није морала да њега одабере за новог кнеза.
Док се не реши питање избора кнеза, Србијом је управљало привремено намесништво које су чинили председник државног савета Јован Мариновић, министар правде Рајко Лешјанин и председник касациононог суда Ђорђе Петровић. Они су одмах сутрадан на насловној страни службених новина објавили вест о атентату на кнеза, и започели су поступак за избор Велике народне скупштине која би одабрала кнеза. Поред тога је организовано и започето суђење браћи Радовановић и њиховим помагачима. И пре избора кнеза се у званичним новинама Кнежевине Србије позивало да Милан треба да буде нови кнез, а као додатну подршку том избору Миливоје Петровић Блазнавац је сазвао један део војске који би га подржао. Блазнавац је по неким тадашњим гласинама потенцијално био брат по оцу кнезу Михаилу, односно један од 8 или 9 ванбрачне деце кнеза Милоша. Скупштина је званично одабрала Милана Обреновића као новог кнеза, а по њега у Париз је пошао Јован Ристић. Пошто је Милан имао непуних 14 година, државом је до његовог пунолетства управљало намесништво које су чинили Јован Ристић, Јован Белимарковић и Миливоје Петровић Блазнавац.

### Судски процес у Србији
Браћа Радовановић и њихови помагачи су убрзо после атентата ухапшени, и организовано им је суђење. На њему су изјавили да им је бивши кнез Србије Александар Карађорђевић дао новац за извршење атентата, а да су им помогли и Ненадовићи, који су били у родбинским везама и са кнезом Александром, пошто му је супруга Персида одатле, а и један од Радовановића је био удат за Ненадовићку. Суд је закључио да је завера за циљ имала да доведе Петра Карађорђевића на чело Србије као новог кнеза. Атентатори су осуђени на смрт, а кнез Александар, који је имао 62 године и од Светоандрејске скупштине живео као приватни грађанин у Пешти и Темишвару, био је осуђен у одсуству на 20 година затвора.
Приликом извршења смртне казне над атентаторима је дошло до несрећног случаја: командант стрељачког вода Василије Мијатовић је стојао преблизу осуђеника, па га је један рикошет од храстовог коца за који је један осуђеник био везан погодио, услед чега је и он преминуо. Док српске новине нису покриле овај догађај, он се јавио у неколико аустријских новина.
Због поверљивих докумената о апсолутистичком режиму кнеза Михаила и пресуде на смрт Љубе Радовановића, влада је сакрила документа са саслушања и узроке атентата. Јавности је само речено да су страни плаћеници убили кнеза Михаила и да су кажњени смрћу. Национална жалост је трајала три дана.

### Судски процес против Александра Карађорђевића у Аустроугарској
Кнез Александар Карађорђевић је 8. августа (27. јула) 1868. био ухапшен у Пешти, и тамо му је организовано суђење заједно са сарадницима Павлом Трифковићем и Филипом Станковићем. Тужилаштво је тражило смртну казну за кнеза Александра, уз објашњење да је организовао атентат, за Трифковића се тражило 15 година тешког рада, а за Станковића 20 година тешког рада. После дугог судског процеса, суд у Пешти је 6. октобра (24. септембра) 1870. сву тројицу прогласио невиним услед недостатка доказа, и у складу са тим су пуштени на слободу.

### Непосредна породица
Његова жена кнегиња Јулија се преудала, и живела је нешто преко 50 година после његове смрти. Ни са другим супругом није имала деце. Рођена сестра Петрија је преминула 6. фебруара (25. јануара) 1871. у Напуљу, а две сестре од стрица Јована, Анастасија и Ермила, живеле су по Аустроугарској и биле су последњи директни потомци династије Обреновић. Ермила је преминула 1916, а Анастасија 28. фебруара 1933. у Грацу са око 95 година. Анастасија је са Теодором Алексићем фон Мајном имала 3 ћерке.
Ванбрачни син Велимир је такође доведен у Београд, и он је после поравнања са својим теткама, односно Михаиловим сестрама, наследио Михаилово имање Негоје у Румунији и румунске руралне обвезнице у вредности од 30.000 дуката. У години очевог атентата је враћен из иностранства у Србију, а пошто је био малолетан била су му одређена три стараоца: митрополит Михаило, председник Касационог суда и члан привременог намесништва Ђорђе Петровић и председник Велике народне скупштине Живко Карабиберовић. Тим избором старатеља је Намесништво Велимиру показало велики значај и пажњу, а службено је називан и питомцем кнеза Михаила. Велимир је са доктором Пацеком обишао наслеђено имање у Румунији, а старатељи су одредили да га упишу у пољопривредну академију у Хохенхајму како би се оспособио за управљање имањем. Он је доста материјално помагао Србију, а након што је преминуо 1898, држави Србији је припала његова имовина, и по његовој жељи је основана задужбина Велимиранијум.

### Обележавања у Михаилову част
Место погибије кнеза Михајла у Кошутњаку налази се недалеко од Хајдучке чесме. На пропланку на којем је 29. маја 1868. године убијен, налази се подзидана зараван са ниским каменим стубовима између којих је разапет масивни украсни ланац. Место уоквирује ограда од кованог гвожђа. Његов гроб се налази у Саборној цркви у Београду.
Нешто након његове смрти је главна улица у престоници Београду названа по њему.
Српски народ подигао је у средини престонице споменик кнезу Михаилу на коме су с две стране забележена имена градова: Београд, Смедерево, Кладово, Шабац, Ужице и Соко, градова које је кнез Михаило добио за Србију. На зачељу споменика је уклесан српски грб, а са зачеља је написано:
"Кнезу Михаилу М. Обреновићу III Благодарна Србија".
После нешто више од 16 година после смрти кнеза Михаила, краљ Милан Обреновић је на свој 30. рођендан 22. (10) августа 1884. донео објаву да се први пешадијски батаљон и активни пешадијски пук назове пук кнеза Милоша, други пук је добио назив II-ги активни пешадијски пук Књаза Михајла, а пети пук је краљ Милан назвао по себи. Такође, од дана објаве је на траци првог батаљона био приказам монограм кнеза Милоша, а на траци другог батаљона монограм кнеза Михаила.
Поводом 200 година од рођења кнеза Михаила одржан је научни скуп 2023. године.
Такође је снимљен и филм Што се боре мисли моје у режији Милорада Милинковића, чија премијера је одржана 15. септембра 2023. у Крагујевцу, на дан рођендана кнеза Михаила.

## Титуле и признања
- 16. септембар 1823-8. јул 1839: Његово Светло Височанство кнез Михаило Обреновић
- 8. јул 1839-25. август 1842: Његово Светло Височанство Михаило Обреновић од Србије
- 25. август 1842-13. децембар 1858: Његово Височанство Михаило Обреновић, кнез Србије
  -     - 26. септембар 1860-10. јун. 1868: Његово Светло Височанство Михаило Обреновић од Србије, друга владавина

### Одликовања
- Орден свете Ане (Руско царство)[34]
- Орден белог орла (Руско царство)
- Орден Светог Александра Невског (Руско царство)
- Орден Спаситеља (Краљевина Грчка)
- Орден Османлије (Отоманско царство)[34]
- Орден славе (Отоманско царство)
- Орден Леополда (Аустријско царство)
- Орден светих Маврикија и Лазара (Краљевина Италија)
- Орден књаза Данила I (Књажевина Црна Гора)

## Породично стабло
| \| \| \| \| \| \| \| \| 4. Теодор Михаиловић \| \| \| \| \| \| \| \| \| \| \| \| \| \| \| \| \| \| \| \| \| \| \| \| \| \| \| \| \| \| \| \| \| \| \| \| \| \| \| \| \| \| 2. Милош Обреновић \| \| \| \| \| \| \| \| \| \| \| \| \| \| \| \| \| \| \| \| \| \| \| \| \| \| \| \| \| \| \| \| \| \| \| \| \| \| \| \| \| \| \| \| \| \| \| \| 5. Баба Вишња \| \| \| \| \| \| \| \| \| \| \| \| \| \| \| \| \| \| \| \| \| \| \| \| \| \| \| \| \| \| \| \| \| \| \| \| \| \| \| \| \| \| \| \| \| \| \| \| 1. Михаило Обреновић \| \| \| \| \| \| \| \| \| \| \| \| \| \| \| \| \| \| \| \| \| \| \| \| \| \| \| \| \| \| \| \| \| \| \| \| \| \| \| \| \| \| \| \| \| \| \| \| 6. Радосав Вукомановић \| \| \| \| \| \| \| \| \| \| \| \| \| \| \| \| \| \| \| \| \| \| \| \| \| \| \| \| \| \| \| \| \| \| \| \| \| \| \| \| \| \| \| \| \| \| \| \| 3. Љубица Обреновић \| \| \| \| \| \| \| \| \| \| \| \| \| \| \| \| \| \| \| \| \| \| \| \| \| \| \| \| \| \| \| \| \| \| \| \| \| \| \| \| \| \| \| \| \| \| \| \| 7. Марија Вукомановић \| \| \| \| \| \| \| \| \| \| \| \| \| \| \| \| \| \| \| \| \| \| \| \| \| \| \| \| \| \| \| \| \| \| |                        |  |  |  |  |  |                      |  |  |  |
| |                        |  |  |  |  |  | 4. Теодор Михаиловић |  |  |  |
| |                        |  |  |  |  |  |                      |  |  |  |
| |                        |  |  |  |  |  |                      |  |  |  |
| |                        |  |  |  |  |  |                      |  |  |  |
| | 2. Милош Обреновић     |  |  |  |  |  |                      |  |  |  |
| |                        |  |  |  |  |  |                      |  |  |  |
| |                        |  |  |  |  |  |                      |  |  |  |
| |                        |  |  |  |  |  |                      |  |  |  |
| | 5. Баба Вишња          |  |  |  |  |  |                      |  |  |  |
| |                        |  |  |  |  |  |                      |  |  |  |
| |                        |  |  |  |  |  |                      |  |  |  |
| |                        |  |  |  |  |  |                      |  |  |  |
| | 1. Михаило Обреновић   |  |  |  |  |  |                      |  |  |  |
| |                        |  |  |  |  |  |                      |  |  |  |
| |                        |  |  |  |  |  |                      |  |  |  |
| |                        |  |  |  |  |  |                      |  |  |  |
| | 6. Радосав Вукомановић |  |  |  |  |  |                      |  |  |  |
| |                        |  |  |  |  |  |                      |  |  |  |
| |                        |  |  |  |  |  |                      |  |  |  |
| |                        |  |  |  |  |  |                      |  |  |  |
| | 3. Љубица Обреновић    |  |  |  |  |  |                      |  |  |  |
| |                        |  |  |  |  |  |                      |  |  |  |
| |                        |  |  |  |  |  |                      |  |  |  |
| |                        |  |  |  |  |  |                      |  |  |  |
| | 7. Марија Вукомановић  |  |  |  |  |  |                      |  |  |  |
| |                        |  |  |  |  |  |                      |  |  |  |
| |                        |  |  |  |  |  |                      |  |  |  |

## Породица

### Супружник
| име           | слика | датум рођења     | датум смрти       |
| ------------- | ----- | ---------------- | ----------------- |
| Јулија Хуњади |       | 26. август 1831. | 19. фебруар 1919. |

### Син из ванбрачне везе саМаријом Бергхаус
| име                        | слика | датум рођења | датум смрти      |
| -------------------------- | ----- | ------------ | ---------------- |
| Велимир Михаило Теодоровић |       | 8. мај 1849. | 31. јануар 1898. |

## Занимљивости
- Био је кум Зорки Карађорђевић, ћерци краља Николе и жени Петра I Карађорђевића.
- Антисрпска пропаганда у Црној Гори је за потребе расрбљавања Црногораца у јавност пласирала наводне одломке писама кнегиње Даринке Обреновић (која је наводно живела у време владавине кнеза Михаила) Милану Пироћанцу у којима она говори о томе да треба у Београду васпитати Црногорце као јањичаре, да би при повратку у Црну Гору били спремни заклати и рођену мајку[35]. Наводни одломци њених писама су заправо текст Илије Гарашанина Милану Пироћанцу, а део који говори о јањичарима и клању сопствених мајки се у "цитираној" књизи не налази као ни помен Даринке Обреновић[36]. О њеној вези са кнезом Михаилом се зна толико да га је веома уважавала[37]. Даринка Петровић је могућа особа коју представљају као Даринку Обреновић јер је она и књегиња, истога имена, живи у то време, била је блиска са књазом Николом па протерана, када су погоршани односи између њих.
- Осим песме „Што се боре мисли моје” сачуване су још две његове песме: „Светски путник” и „Молитва кнеза србског Михаила на брегу морском”, обе из 1844. године.[38]
- Његова жена Јулија Хуњади је живела 51 годину после његове смрти, а владавину династије Обреновић је надживела за око 16 година.
- По наводима аустријских и немачких новина из 1864. године, пошто кнез Михаило после вишегодишњег брака са кнегињом Јулијом није имао деце, планирао је да усвоји Петра Карађорђевића и да га постави за престолонаследника. Петар је тада имао 20 година и живео у Паризу. По писању новина, тиме би решио и питање наследства, и заваду између Обреновића и Карађорђевића.[Извори 1] До тог усвајања на крају није дошло пошто се Француска противила усвајању без неког европског конгреса,[19] а кнез Михаило је усвојио Милана Обреновића, сина свог брата од стрица Милоша.
- Његов дугогодишњи министар одбране, а касније и грађевине, Иполит Монден, био је Француз.

## Галерија
- Седло кнеза Михаила Обреновића
- Након јавно прочитаног султановог фермана, 18. априла 1867. године, последњи београдски мухафиз, Али Риза-паша симболично кнезу Михаилу предаје кључеве градова на Калемегдану. Илустрација Адама Стефановића.
- Кнез Михаило Обреновић 1859-60. Уље на платну 125,5 х 169 cm Јохана Беса, Музеј града Београда.
- Урош Кнежевић - кнегиња Јулија Обреновић, око 1885.
- Печат Кнеза Михаила.
- Кнез Михаило на платну Стевана Тодоровића.
- Окрвављена кнежева одећа и луксузна четвороцевна спреднепунећа „биберница" калибра 9mm за коју се данас сумња да је припадала једном од тројице атентатора на кнеза Михаила.[39] Историјски музеј Србије.
- Уметничка илустрација атентата на кнеза Михаила у Кошутњаку 1868.
- Споменик на Калемегдану на месту предаје кључева.
- Вазнесењска црква у Београду, изграђена по налогу кнеза Михаила и београдски митрополит Михаило
- Споменик кнезу Михаилу, Софија
- Кнез Михаило Обреновић, дело Анастаса Стојановића, фото-папир, картон, позитив, смеђ, 24,2×18,5 цм, Београд, око 1865.
- Књаз српски Михаило III Обреновић, живописао В. Бековић, фотографија Ђура (?), фото-папир, картон, фотографија, штампа, 28×22 цм, 1871.